# Sezon 1995/1996 w klubowej europejskiej piłce siatkowej mężczyzn
Sezon 1995/1996 w klubowej europejskiej piłce siatkowej mężczyzn obejmuje rozgrywki o mistrzostwo, puchar i superpuchar państw, których federacje zrzeszone są w Europejskiej Konfederacji Piłki Siatkowej (CEV) oraz puchary europejskie. W Andorze, Liechtensteinie, Monako oraz Walii nie odbyły się żadne oficjalne seniorskie rozgrywki klubowe.

## Rozgrywki klubowe
obroniony tytuł z poprzedniego sezonu

### międzynarodowe
| Rozgrywki                        | Zwycięzca            | Zwycięzca |
| -------------------------------- | -------------------- | --------- |
| Puchar Europy Mistrzów Klubowych | Las Daytona Modena   | (więcej)  |
| Puchar Europy Zdobywców Pucharów | Olympiakos SFP       | (więcej)  |
| Puchar CEV                       | Alpitour Traco Cuneo | (więcej)  |

### krajowe
| Państwo              | Rozgrywki ligowe                | Rozgrywki ligowe | Zdobywca pucharu           | Zdobywca pucharu | Zdobywca superpucharu    | Zdobywca superpucharu |
| -------------------- | ------------------------------- | ---------------- | -------------------------- | ---------------- | ------------------------ | --------------------- |
| Albania              | Olimpik Tirana                  |                  | Tirana                     |                  |                          |                       |
| Anglia               | Mizuno Malory Lewisham          |                  | Mizuno Malory Lewisham     |                  |                          |                       |
| Armenia              | Arazak Armawir                  |                  |                            |                  |                          |                       |
| Austria              | Donaukraft Wiedeń               |                  | Donaukraft Wiedeń          |                  |                          |                       |
| Azerbejdżan          | SKA Baku                        |                  |                            |                  |                          |                       |
| Belgia               | Noliko Maaseik                  |                  | HVB Zonhoven               |                  | Noliko Maaseik           |                       |
| Białoruś             | SKA Mińsk                       |                  | SKA Mińsk                  |                  |                          |                       |
| Bośnia i Hercegowina | OK Bihać                        |                  | OK Bihać                   |                  |                          |                       |
| Bułgaria             | Sławia Sofia                    |                  | Lewski Sikonko Sofia       |                  |                          |                       |
| Chorwacja            | HAOK Mladost Zagrzeb            |                  | HAOK Mladost Zagrzeb       |                  |                          |                       |
| Cypr                 | Anorthosis Famagusta            |                  | Anorthosis Famagusta       |                  | Anorthosis Famagusta     |                       |
| Czechy               | Aero Odolena Voda               |                  | Aero Odolena Voda          |                  |                          |                       |
| Dania                | Gentofte Volley                 |                  | Holte IF                   |                  |                          |                       |
| Estonia              | Rivaal Rakvere                  |                  | Rivaal Rakvere             |                  |                          |                       |
| Finlandia            | KuPS-Volley Kuopio              |                  | KuPS-Volley Kuopio         |                  |                          |                       |
| Francja              | Paris UC                        |                  | Stade Poitevin Poitiers    |                  |                          |                       |
| Grecja               | Panathinaikos AO                |                  |                            |                  |                          |                       |
| Grenlandia           | GSS Nuuk                        |                  |                            |                  |                          |                       |
| Gruzja               | brak danych                     |                  |                            |                  |                          |                       |
| Hiszpania            | CV Caja Salamanca y Soria       |                  | CV Gran Canaria            |                  |                          |                       |
| Holandia             | Piet Zoomers/D Apeldoorn        |                  | Piet Zoomers/D Apeldoorn   |                  | Piet Zoomers/D Apeldoorn |                       |
| Irlandia             | Artane VC                       |                  | Artane VC                  |                  |                          |                       |
| Irlandia Północna    | brak danych                     |                  | brak danych                |                  |                          |                       |
| Islandia             | Þróttur Reykjavík               |                  | Þróttur Reykjavík          |                  |                          |                       |
| Izrael               | Hapoel Ha'amakim/Zabulon        |                  | Hapoel Ha'amakim/Zabulon   |                  |                          |                       |
| Jugosławia           | Vojvodina NIS RNS Nowy Sad      |                  | Vojvodina NIS RNS Nowy Sad |                  |                          |                       |
| Litwa                | Justė ir Ko Wilno               |                  | Justė ir Ko Wilno          |                  |                          |                       |
| Luksemburg           | VC Mamer                        |                  | VC Strassen                |                  |                          |                       |
| Łotwa                | Vildoga/VN                      |                  |                            |                  |                          |                       |
| Macedonia            | Rabotniczki Skopje              |                  | Jugohrom Jegunovce         |                  |                          |                       |
| Malta                | brak danych                     |                  | brak danych                |                  | brak danych              |                       |
| Mołdawia             | Mołdowahydromasz Kiszyniów      |                  | brak danych                |                  |                          |                       |
| Niemcy               | ASV Dachau                      |                  | SCC Berlin                 |                  |                          |                       |
| Norwegia             | Båtsfjord SK                    |                  | Skien VBK                  |                  |                          |                       |
| Polska               | Kazimierz Płomień Sosnowiec     | (więcej)         | Stal Hochland Nysa         | (więcej)         |                          |                       |
| Portugalia           | SC Espinho                      |                  | SC Espinho                 |                  | SC Espinho               | (więcej)              |
| Rosja                | CSKA Moskwa                     |                  | Biełogorje Biełgorod       |                  |                          |                       |
| Rumunia              | Universitatea Ardaf Cluj-Napoca |                  | brak danych                |                  |                          |                       |
| San Marino           | SS Virtus Acquaviva             |                  |                            |                  |                          |                       |
| Słowacja             | VKP Bratislava                  |                  | VKP Bratislava             |                  |                          |                       |
| Słowenia             | Salonit Anhovo Kanal            |                  | Salonit Anhovo Kanal       |                  |                          |                       |
| Szkocja              | City of Glasgow Ragazzi         |                  | City of Glasgow Ragazzi    |                  |                          |                       |
| Szwajcaria           | Chênois Genève Volleyball       |                  | MTV Näfels                 |                  | MTV Näfels               |                       |
| Szwecja              | Hylte VBK                       |                  |                            |                  |                          |                       |
| Turcja               | Halkbank                        |                  | Halkbank                   |                  |                          |                       |
| Ukraina              | Łokomotyw-OŁWEST Charków        |                  | Dorożnyk-SKA Odessa        |                  |                          |                       |
| Węgry                | Medikémia Szeged                |                  | Medikémia Szeged           |                  |                          |                       |
| Włochy               | Sisley Treviso                  |                  | Alpitour Traco Cuneo       |                  |                          |                       |
| Wyspy Owcze          | Mjølnir                         |                  |                            |                  |                          |                       |